# مينرال سبرينغز
مينرال سبرينغز (بالإنجليزية: Mineral Springs, Arkansas)‏ هي مدينة تقع في مقاطعة هاورد، أركنسو بولاية أركنساس في الولايات المتحدة. تبلغ مساحة هذه المدينة 6 (كم²)، وترتفع عن سطح البحر 104 م، بلغ عدد سكانها 1264 نسمة في عام 2000 حسب إحصاء مكتب تعداد الولايات المتحدة.

## التركيبة السكانية
حدّد مكتب تعداد الولايات المتحدة بيانات التركيبة السكانية لمينرال سبرينغز في تعداد الولايات المتحدة. في ما يلي، التركيبة السكانية حسب تعدادي 2000 و2010.

### تعداد عام 2000
بلغ عدد سكان مينرال سبرينغز 1,264 نسمة بحسب تعداد عام 2000، وبلغ عدد الأسر 466 أسرة وعدد العائلات 354 عائلة مقيمة في المدينة. في حين سجلت الكثافة السكانية 215.7 نسمة لكل كيلومتر مربع (558.7/ميل2). وبلغ عدد الوحدات السكنية 519 وحدة بمتوسط كثافة قدره 88.6 لكل كيلومتر مربع (229.5/ميل2).
وتوزع التركيب العرقي للمدينة بنسبة 51.19% من البيض و41.46% من الأمريكيين الأفارقة و0.16% من الأمريكيين الأصليين و0.08% من الأمريكيين ذوي الأصول الآسيوية و5.78% من الأعراق الأخرى و1.34% من عرقين مختلطين أو أكثر و10.92% من الهسبانيون أو اللاتينيون من أي عرق.
بلغ عدد الأسر 466 أسرة كانت نسبة 45.5% منها لديها أطفال تحت سن الثامنة عشر تعيش معهم، وبلغت نسبة الأزواج القاطنين مع بعضهم البعض 51.7% من أصل المجموع الكلي للأسر، ونسبة 19.7% من الأسر كان لديها معيلات من الإناث دون وجود شريك، بينما كانت نسبة 4.5% من الأسر لديها معيلون من الذكور دون وجود شريكة وكانت نسبة 24% من غير العائلات. تألفت نسبة 20.8% من أصل جميع الأسر من عدة أفراد يعيشون في نفس المنزل ونسبة 10.7% كانت تتألف من شخص يعيش بمفرده يبلغ من العمر 65 عاماً أو أكثر. وبلغ متوسط حجم الأسرة المعيشية 2.71، أما متوسط حجم العائلات فبلغ 3.07.
بلغ العمر الوسطي للسكان 32.7 عاماً. وكانت نسبة 30.5% من القاطنين تحت سن الثامنة عشر، وكانت نسبة 7.8% بين الثامنة عشر والرابعة والعشرين عاماً، ونسبة 29.5% كانت واقعةً في الفئة العمرية ما بين الخامسة والعشرين والرابعة والأربعين عاماً، ونسبة 20.8% كانت ما بين الخامسة والأربعين والرابعة والستين، ونسبة 11.4% كانت ضمن فئة الخامسة والستين عاماً فما فوق. يوجد لكل 100 أنثى 92.1 ذكر، ويوجد لكل 100 أنثى في الثامنة عشر من عمرها فما فوق 83.9 ذكر.
بلغ متوسط دخل الأسرة في المدينة 29,853 دولارًا، أما متوسط دخل العائلة فبلغ 31,150 دولارًا. وكان متوسط دخل الذكور 24,286 دولارًا مقابل 16,775 دولارًا للإناث. وسجل دخل الفرد الخاص بالمدينة 12,477 دولارًا. وكانت نسبة 16.2% من العائلات ونسبة 21.1% من السكان تحت خط الفقر، وكان من هؤلاء نسبة 27.6% تحت سن الثامنة عشر ونسبة 14.8% في الخامسة والستين من العمر وما فوق.

### تعداد عام 2010
بلغ عدد سكان مينرال سبرينغز 1,208 نسمة بحسب تعداد عام 2010، وبلغ عدد الأسر 448 أسرة وعدد العائلات 318 عائلة مقيمة في المدينة. في حين سجلت الكثافة السكانية 206.1 نسمة لكل كيلومتر مربع (533.8/ميل2). وبلغ عدد الوحدات السكنية 526 وحدة بمتوسط كثافة قدره 89.8 لكل كيلومتر مربع (232.6/ميل2).
وتوزع التركيب العرقي للمدينة بنسبة 46.85% من البيض و45.78% من الأمريكيين الأفارقة و0.17% من الأمريكيين الأصليين و0.08% من الأمريكيين ذوي الأصول الآسيوية و5.13% من الأعراق الأخرى و1.99% من عرقين مختلطين أو أكثر و12.83% من الهسبانيون أو اللاتينيون من أي عرق.
بلغ عدد الأسر 448 أسرة كانت نسبة 44.4% منها لديها أطفال تحت سن الثامنة عشر تعيش معهم، وبلغت نسبة الأزواج القاطنين مع بعضهم البعض 42.2% من أصل المجموع الكلي للأسر، ونسبة 22.1% من الأسر كان لديها معيلات من الإناث دون وجود شريك، بينما كانت نسبة 6.7% من الأسر لديها معيلون من الذكور دون وجود شريكة وكانت نسبة 29% من غير العائلات. تألفت نسبة 24.8% من أصل جميع الأسر من عدة أفراد يعيشون في نفس المنزل ونسبة 12.1% كانت تتألف من شخص يعيش بمفرده يبلغ من العمر 65 عاماً أو أكثر. وبلغ متوسط حجم الأسرة المعيشية 2.70، أما متوسط حجم العائلات فبلغ 3.21.
بلغ العمر الوسطي للسكان 32.8 عاماً. وكانت نسبة 29.5% من القاطنين تحت سن الثامنة عشر، وكانت نسبة 11.2% بين الثامنة عشر والرابعة والعشرين عاماً، ونسبة 23.3% كانت واقعةً في الفئة العمرية ما بين الخامسة والعشرين والرابعة والأربعين عاماً، ونسبة 23.9% كانت ما بين الخامسة والأربعين والرابعة والستين، ونسبة 12.2% كانت ضمن فئة الخامسة والستين عاماً فما فوق. وتوزع التركيب الجنسي للسكان بنسبة 46% ذكور و54% إناث.

## وصلات خارجية
- The US50 - Cities and Towns in Arkansas State
- 2012 United States Census Estimate